# Zuby
Nzube Olisaebuka Udezue (Luton, 19 augustus 1986), pseudoniem Zuby, is een Britse rapper, podcastmaker en auteur.

## Jeugd
Udezue werd geboren op 19 augustus 1986. Zijn ouders zijn van Nigeriaanse afkomst. Zijn vader is arts en lid van de Royal Society of Tropical Medicine and Hygiene, en zijn moeder is journaliste. Hij heeft twee broers en twee zussen. Toen Udezue één jaar oud was, verhuisde het gezin naar Saoedi-Arabië. Udezue ging hier naar een internationale school. Vanaf zijn elfde levensjaar bezocht Udezue een kostschool in Engeland. Hij studeerde van 2004 tot 2007 informatica aan het St Edmund Hall-college van de Universiteit van Oxford. Udezue speelde trombone en piano in zijn vroege jeugd, en raakte in zijn tienerjaren geïnteresseerd in hiphop.

## Carrière
Udezue begon met rappen in zijn studententijd onder de naam Zuby. In 2006 publiceerde hij zelfstandig zijn eerste album Commercial Underground. In december 2007 verscheen zijn tweede album, getiteld The Unknown Celebrity. Na zijn afstuderen verhuisde hij naar Londen, waar hij als consultant voor Accenture werkte. In de tussentijd bleef hij rappen. In oktober 2011 verscheen (wederom in eigen beheer) zijn derde album: Commercial Underground 2. Na dit album besloot Zuby fulltime muzikant te worden. In februari 2013 verscheen de ep Zubstep. In augustus 2016 verscheen de ep Seven. Zuby had naar eigen zeggen tegen deze tijd in totaal 20.000 albums verkocht. In 2019 begon hij een podcast, Real Talk with Zuby. In datzelfde jaar verscheen een fitness-zelfhulpboek genaamd Strong Advice. In 2022 publiceerde hij een kinderboek, waarin hij het belang van gezonde voeding en zelfbeheersing benadrukte.

## Werk

### Studio-albums
- Commercial Underground (2006)
- The Unknown Celebrity (2007)
- Commercial Underground 2 (2011)

### ep's
- Zubstep (2013)
- Seven (2016)

### Boeken
- Strong Advice: Zuby's Guide to Fitness for Everybody (2019)
- The Candy Calamity (2022)